# Classe YLCT
La classe YLCT (abréviation en turc de Nouveau type de vaisseau de débarquement) ou Ç-159 (C-159) est une classe de navires de débarquements de chars (« Landing Ship Tank ») de la marine turque dont le premier est lancé le 25 février 2025.

## Caractéristiques
La mise en œuvre de ce programme est rapide. L'agence des industries de défense turque (Savunma Sanayii Başkanlığı) l'a initié en début d'année 2024, le contrat est signé en avril 2024 avec un chantier naval de Tuzla (Istanbul) et le premier, le YLCT C-159, est lancé le 25 février 2025 pour une entrée en service prévue en novembre 2025.
Elle doit comprendre huit unités au total immatriculé de TCG Ç159 à TCG Ç166, le dernier devant être livrés 27 mois après le premier en mai 2027.
Le pont du véhicule s'étend sur 410 m2 et il peut embarqué 420 t de matériel, jusqu’à trois chars de combat Altay ou 260 fusiliers marins. Elle à une vitesse maximale de 20 nœuds qui en fait parmi les plus rapides de sa catégorie.